# Antena 2000
Antena 2000 Radio és una emissora de ràdio en FM de Barcelona (Catalunya). Va començar les seves emissions el 1985, amb programació variada, d'entreteniment i bàsicament musical. Es rep en ciutats com Barcelona, l'Hospitalet de Llobregat, Esplugues de Llobregat, el Prat de Llobregat, Viladecans, Sant Boi de Llobregat, Castelldefels, Begues i altres ciutats de les comarques del Barcelonés i el Baix Llobregat. Per la seva part, emet des d'Esplugues de Llobregat.
L'any 2001 realitzava connexions amb la cadena Somosradio de Madrid i col·laborava en la programació que es transmetia via satèl·lit a Europa i part nord de l'Àfrica a través del satèl·lit Hispasat. Des de 2004 s'ha especialitzat en programació i música en espanyol i llatina.
Va ser una de les primeres ràdios que va aconseguir una freqüència de la Generalitat de Catalunya sota la prova pilot d'emissores culturals.
Tot i això, recentment des de la Generalitat se l'ha acusat d'interferir a Ràdio Premià de Mar, que emet a la mateixa freqüència, però havent-hi una distància bastant gran entre els dos emissors. Encara que, segons ells, és només una estratègia per tancar Antena 2000, ja que emet les 24 hores en castellà.